# Aliança pel Nou Alliberament de Somàlia
Aliança pel Nou Alliberament de Somàlia és una organització creada el setembre del 2007 entre les Corts Islàmiques de Somàlia i altres forces d'oposició reunides a Asmara. L'objectiu principal era la lluita contra les forces ocupants etíops que protegien al Govern Federal de Transició de Baidoa. Les dues forces unides s'asseguraven el control de bona part del centre de Somàlia.
Els principals participants foren l'antic cap de la shura o consell de les corts xeic Hassan Dahir Aweys, considerat de l'ala dura, el president executiu Sharif Sheikh Ahmad, de l'ala moderada, Sharif Hassan Sheikh Aden, antic portaveu, i l'antic vice primer ministre del TGF Hussein Mohamed Farrah Aydid jr, que tenia el suport del subclan hawiye dels habar gedir i altres subclans hawiye. Es va formar una constitució i un comitè central de 191 membres dirigit per Sharif Hassan Sheikh Aden, amb un comitè executiu de 10 membres presidit per Sharif Sheikh Ahmad. Sheikh Hassan Dahir Aweys no va acceptar cap càrrec oficial a l'Aliança. Les antigues corts disposen del 45% dels membres, Hussein Aydid del 25% i la resta correspon a representants de la societat civil i els exiliats.
El Moviment de la Joventut Mujahideen va declarar no estar vinculat a la nova organització.
El maig del 2008 es va produir una divisió entre l'ala moderada de Sharif Sheikh Ahmad que volia negociar amb el GFT i l'ala radical que s'hi oposava. Entre el 31 de maig i el 9 de juny es va fer una conferència de pau a Djibouti amb la medicació de l'enviat especial de l'ONU Ahmedou Ould-Abdallah. La conferència va acabar amb un acord que establia una treva de 90 dies, la retirada dels etíops amb un calendari preestablert i com a màxim de 120 dies, i el desplegament de forces de l'ONU formades per països propers però no veïns de Somàlia. La signatura formal es va fer a la Meca entre Ahmed i el primer ministre del GFT Nur Hassan Hussein.
Aweys va refusar reconèixer l'acord i negociar amb la facció d'Ahmed (28 de juliol) i va al·legar que Ahmed no estava autoritzat per ningú a participar en la conferència.